# 주원초등학교 (부산)
주원초등학교는 대한민국 부산광역시 부산진구에 있었던 공립 초등학교이다.

## 학교 연혁
- 1984년 1월 31일: 개교
- 2025년 3월 1일: 폐교 및 주례초등학교, 가평초등학교 통폐합, 41년만에 폐교

## 참고 자료
- 주원초등학교 - 한국교육학술정보원 학교알리미